# チャガタイ・ハン国

チャガタイ・ハン国
Цагаадайн Хаант Улс
Tsagadaina Khaanat Ulus

13世紀のチャガタイ・ハン国の支配領域

チャガタイ・ハン国は、13世紀から17世紀にかけて中央アジアに存在した遊牧国家（ウルス）である。
モンゴル帝国の建国者であるチンギス・カンの次男チャガタイを祖とし、その子孫が国家の君主として君臨した。14世紀半ばにチャガタイ・ハン国は東西に分裂し、東部のチャガタイ・ハン国はモグーリスタン・ハン国とも呼ばれる。内乱、外部の遊牧勢力の攻撃、スーフィー教団の台頭の末、18世紀末にモグーリスタン王家を君主とする政権は滅亡した。西部のチャガタイ・ハン国ではハンに代わって貴族が実権を握るようになり、地方勢力間の抗争とモグーリスタン・ハン国の侵入を経てティムール朝が形成された。西チャガタイ・ハン国の貴族やティムール朝の創始者ティムールは傀儡のハンを置き、ティムールはチャガタイの弟オゴデイの子孫をハンとしたが、1403年以降はハンを擁立しなかった。
チャガタイ・ハン国の軍事力の基盤となった遊牧民たちは王朝の創始者であるチャガタイの名前から「チャガタイ人」と呼ばれ、「チャガタイ」は中央アジアに存在するモンゴル国家を指す言葉として使われるようになる。中央アジアで成立したトルコ系の文語は「チャガタイ語（チャガタイ・トルコ語）」と呼ばれ、ティムール朝の時代に確立される。

## 名称
「チャガタイ・ハン国（Chagatai Khanate）」という名称はヨーロッパ人研究者によって後世付けられた名称である。『集史』などの同時代のペルシア語史料ではチャガタイ家の勢力を指してاولوس چغتاي（Ulūs-i chaghatāī）と呼称しており、モンゴル史研究者の間ではこれに基づいて「チャガタイ・ウルス」と表記されることも多い。
また、チャガタイ・ハン国は「中央王国」という名称でも呼ばれていたことが近年になって明らかにされている。例えば、1340年代に大元ウルスを訪れたジョヴァンニ・デ・マリニョーリはアルマリク（チャガタイ・ハン国の首都）について「中央王国（Imperium Medium）のアルマレク」と呼称しており、ここで言う「中央王国（Imperium Medium）」がチャガタイ・ハン国を指すことは明らかである。また、1375年に作成された『カタルーニャ地図』ではチャガタイ・ハン国に当たる地域を「メディア王国？（Imperi de Medeia）」と記しているが、これも「中央王国（Imperium Medium）」の誤写であると考えられている。以上のラテン語史料の他、イブン・バットゥータはアラビア語で「彼（タルマシリン）の［領有する］地域は、現世における四人の大王たち、すなわちシナの王、インドの王、イラクの王とウズベクの王の丁度真ん中に位置している」と記録しており、この記述はチャガタイ・ハン国がまさにユーラシアの中央部に位置することから「中央の国」と呼ばれていたことを示唆する。
松井太はトゥルファン出土のウイグル文字文書に「［欠落］-dadu mongγo[l] u(l)us」という表現が見られることを紹介し、「中央王国（Imperium Medium）」という用例を踏まえてこれを「中央モンゴル国（dumdadu mongγol ulus）」と読むべきと論じた。その上で、「中央モンゴル国（dumdadu mongγol ulus）」という表記はドゥアがオゴデイ家を中央アジアから駆逐してチャガタイ・ウルスを復興させた後、その後継者（チャガタイ・ハン）たちが自らの政権の正当性を示すために採用した「国号」ではないかと推測している。

## 歴史

### チャガタイ・ウルスの成立

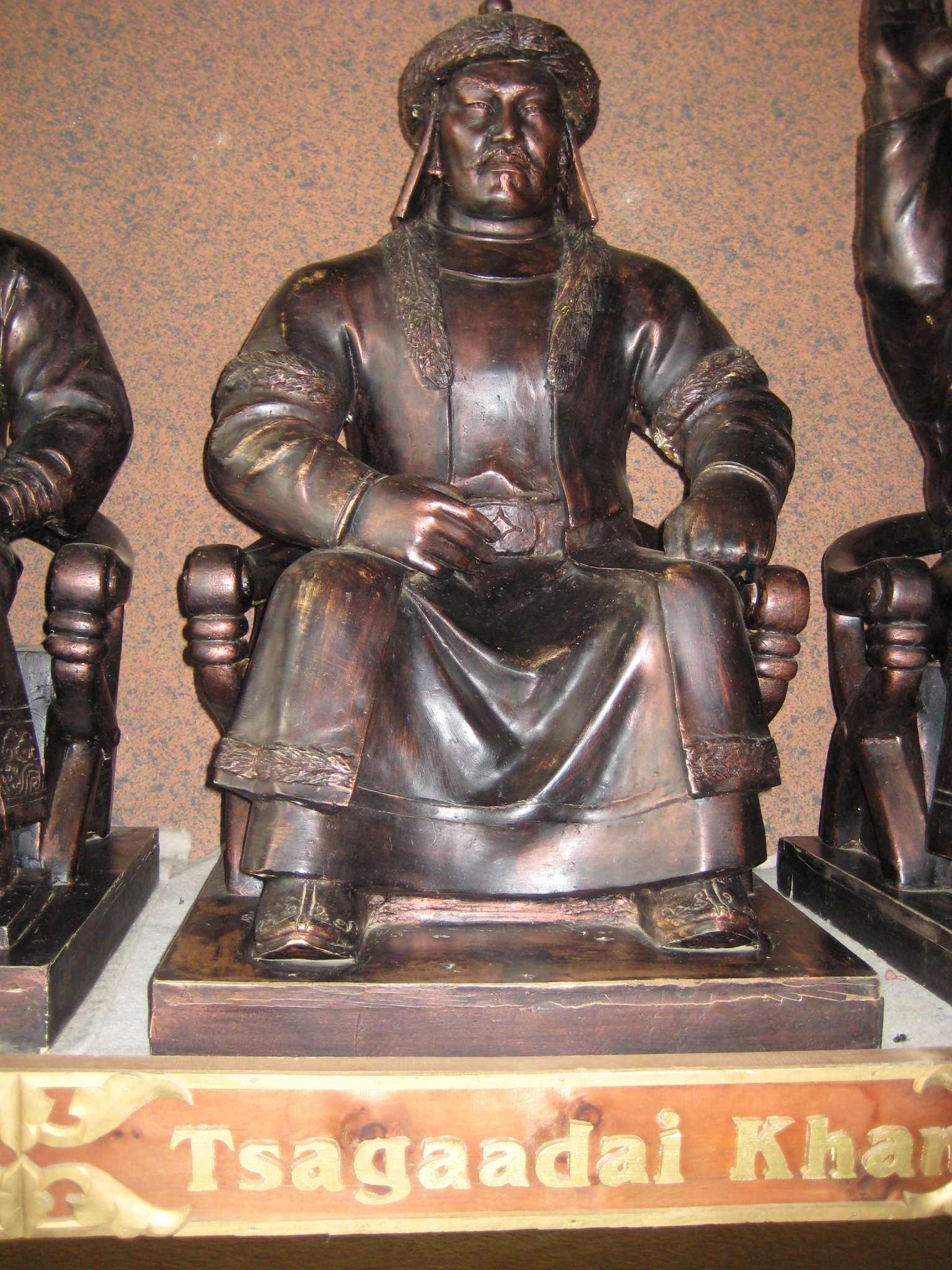
チャガタイの像

13世紀前半にモンゴル帝国の創始者チンギス・カンが次男のチャガタイにアルタイ山脈方面をウルス（所領）として付与したことが、チャガタイ・ハン国の始まりである。チンギスがチャガタイに与えた4つの千人隊は、チャガタイ王家に代々継承されていった。チャガタイの下に置かれた遊牧民は、モンゴル帝国が征服事業によって獲得した農耕・定住文化圏には入らなかったと考えられている。
チンギスの三男オゴデイの治世、チャガタイの領土はハンガイ山からジャイフーン川の間に広がり、チャガタイは伝統的なモンゴルの法律（ヤサ）の遵守に務めた。チャガタイは春と夏の期間はアルマリクとクヤスにオルド（幕営地）を置き、秋と夏にはイリ河畔に滞在した。チャガタイの宮廷にはジャルグチ（裁判官）、宰相、書記などの官人が仕えていたことが伝えられている。中央アジアのうち、イスラム教徒が定住する地域はダルガチ（行政総督）のマフムード・ヤラワチ、マスウード・ベク親子によって統治され、戦争で荒廃した都市の復興が進展する。チャガタイの直接の支配は遊牧民にのみ及び、定住民からの徴税はカラコルムの中央政府直属のヤラワチ親子が行っていた。
帝国中央で起きた権力闘争にしばしばチャガタイ・ウルスは巻き込まれ、歴代のカアンやオゴデイ家のカイドゥの干渉を受ける。チャガタイは存命中に息子モエトゥケンの遺児カラ・フレグをウルスの後継者に指名し、1241年にチャガタイが没した後、カラ・フレグがウルスを相続する。オゴデイの跡を継いカアン（実際はカンを名乗った）となったグユクはチャガタイの子イェス・モンケを支持し、カラ・フレグに代えてイェス・モンケをウルスの支配者に任命する。1251年にモンゴル帝国の主権がトゥルイ家に移るとチャガタイ家、オゴデイ家の勢力は削減され、中央アジアはカアンに即位したトゥルイの長男モンケとジョチの長男バトゥによって分割される。モンケはカラ・フレグをウルスの統治者に復帰させ、カラ・フレグがモンケの元に赴く途上で没した後には彼の妃であるオルガナが代わりに政務を執り、モンケの命令に従ってイェス・モンケを処刑した。モンケの即位の後、チャガタイ家の王族の多くが失脚し、所領のほとんどが没収される。モンケはオルガナにウルスの統治を委ねたが、事実上オルガナはモンケの傀儡でしかなかった。
モンケの死後に彼の弟であるクビライとアリクブケがカアンの地位を主張して争い(帝位継承戦争)、オルガナは1260年にカラコルム西のアルタン河畔で行われたアリクブケをカアンに選出するクリルタイに参加し、アリクブケを正統なカアンとして認める態度を表した。1261年にアリクブケはチャガタイ家の傍流出身のアルグをチャガタイ・ウルスに送り込み、物資の輸送と引き換えにウルスの当主の地位を約束した。カシュガルで権威を確立したアルグはジョチ家からマー・ワラー・アンナフル地方のオアシス都市を奪回し、アフガニスタン北部に進出する。オルガナから実権を奪ったアルグは約束に反してアリクブケに敵対する姿勢を見せ、チャガタイ家の勢力を削減したモンケ政権とそれを継承するアリクブケ政権、彼らの傀儡であるオルガナに不満を抱く王族・将軍はアルグを支持した。アリクブケの軍隊の攻撃によってアルマリクは占領され、アルグはサマルカンドに退却するが、捕虜としたチャガタイ家の兵士を殺害したアリクブケの行動に憤慨したアリクブケ側の将校の大部分がクビライに投降した。アリクブケに勝利したクビライは1266年に改めてクリルタイを開催するため、アルグ、イランでイルハン朝を建てた弟のフレグ、ジョチ・ウルスのベルケに呼びかけるが、3人が相次いで没したためクリルタイは実施されなかった。

### カイドゥ王国への編入と独立

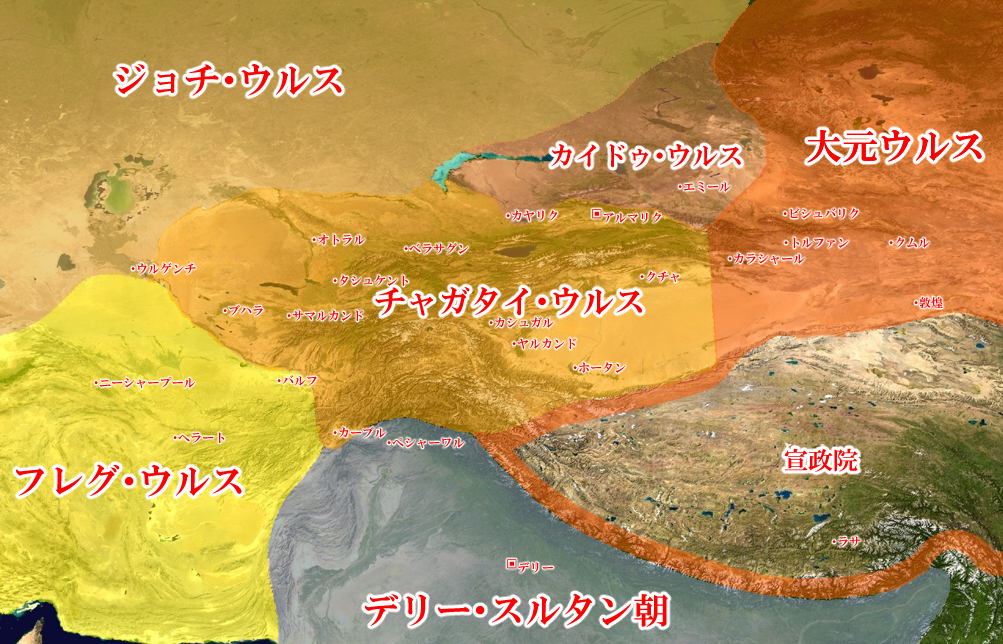
13世紀のチャガタイ・ウルスと周辺国の地図

アルグの死後、彼の妃となったオルガナによってカラ・フレグの子ムバーラク・シャーがウルスの統治者の地位を継承した。クビライは自分の宮廷に滞在していたモエトゥケンの孫バラクをムバーラク・シャーの共同統治者として派遣するが、バラクはムバーラク・シャーを廃位し単独統治者となる。バラクは隣接するオゴデイ家のカイドゥと交戦し、シル河畔の戦闘で勝利を収めるが、ジョチ家の王族ベルケチャルの援軍と合流したカイドゥに敗れ、マー・ワラー・アンナフルに退却した。1269年にバラク、カイドゥ、ジョチ家のモンケ・テムルはタラス河畔で会合を行い、バラクはマー・ワラー・アンナフルから得られる収入の3分の2を確保する。1270年にバラクはイルハン朝が支配するイランに侵攻するが、カラ・スゥ平原の戦いでイルハン朝のハン・アバカに敗北する。翌1271年にバラクは没し、『ワッサーフ史』ではカイドゥによって殺害されたことが伝えられている。
遺されたバラクの子供たちはアルグの子と協力してカイドゥに抵抗するが、勝利を収めることはできなかった。カイドゥはニグベイ、ブカ・テムルをチャガタイ家の当主に擁立し、ブカ・テムルが没した後はバラクの子の1人であるドゥアを擁立した。ドゥアはカイドゥが没するまで彼の忠実な同盟者であり続けた。一方カイドゥとドゥアの同盟から弾き出されたチャガタイ家の王族は元朝のクビライの下に移り、アルグの遺児チュベイを中心とする勢力が元の西端である天山山脈東部から甘粛にかけての地域に形成された。1300年から1301年の間、モンゴル高原からアルタイ山脈に至る地域で元朝の軍隊とカイドゥ・ドゥアの連合軍の大規模な軍事衝突が発生する（テケリクの戦い）。数度の遭遇戦の後に元に圧倒されたカイドゥの軍は西方に退却し、ドゥアは戦闘の中で矢傷を負い、輜重を捨てて逃走した。

### 「チャガタイ・ハン国」の成立

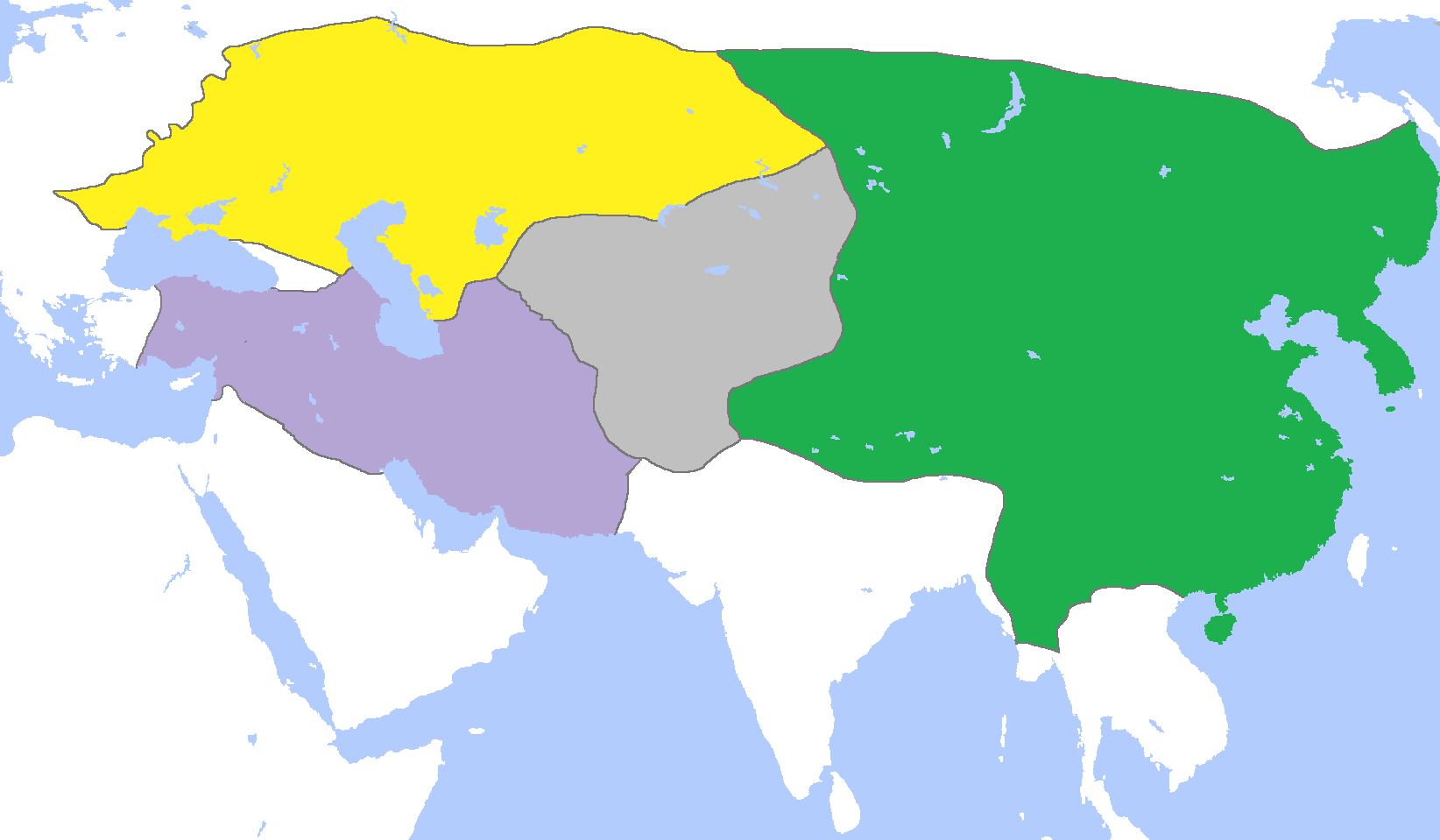
1300年頃のモンゴル国家の勢力図。灰色の地域がチャガタイ・ハン国の支配領域を示している。

1301年秋にカイドゥは没し、中央アジアではチャガタイ家とオゴデイ家の対立、中央集権化を図るハンと自立した勢力の構築を図る王族・アミール（貴族）の対立が表面化する。カイドゥから同盟者として信頼を得ていたドゥアは彼の葬儀を取り仕切り、カイドゥが生前に後継者に指名していたウルスに代えて長子のチャパルを後継者に擁立し、オゴデイ家の内部分裂を画策した。ドゥアは元のテムルに臣従の意思を伝える使節を送り、テムルからトルキスタンの領有権を承認される。ドゥアの和平工作はオゴデイ家やアリクブケ家を巻き込む大規模なものとなり、1304年9月に元朝・チャガタイ家・オゴデイ家の合同使節団がイルハン朝の宮廷を訪れ、元朝、チャガタイ家、オゴデイ家、イルハン朝の間に和平が成立する。
和平の締結後も中央アジアではチャガタイ家とオゴデイ家の抗争が続き、ドゥアはテムルの勅令を持ち出してチャパルにチャガタイ家が本来領有する土地の返還を要求した。1305年から1306年にかけてアフガニスタンやマー・ワラー・アンナフル北東部で起きた武力衝突でチャガタイ家は勝利を収め、チャパルはやむなく降伏した。ドゥアはアルマリク近郊のクナース草原で大クリルタイを開催し、チャパルの廃位を宣言した。14世紀前半にドゥアの元でチャガタイ家は主権を回復し、ドゥアは実質的な「チャガタイ・ハン国」の創始者と見なされる。
また、ドゥアの統治下でチャガタイ・ウルスはアフガニスタン、インドに勢力を拡大した。1299年から1300年にかけて行われたインド遠征でチャガタイ軍はデリー近郊に進軍するが、ハルジー朝のスルターン・アラーウッディーン・ハルジー指揮下の軍隊に敗北した。1302年の冬にチャガタイ軍は再びデリーに進軍し、2か月にわたって交通路を封鎖した後に突然退却した。チャガタイ軍の不可解な退却に背景には、カイドゥ政権の崩壊と中央アジア方面の政変が存在していたと推測されている。1306年に派遣された将軍ケベクが指揮する遠征軍はムルターンを略奪するが、退却中にインダス河畔で襲撃を受けて壊滅した。

### エセン・ブカ、ケベクの治世
1307年にドゥアは病没し、息子のゴンチェクが跡を継ぐが、ゴンチェクは1308年末に没する。ゴンチェクの死後に非ドゥア家出身のナリクがチャガタイ家の当主となるが、ナリクはドゥア家の王族やアミールに圧力を加え、ドゥア家を支持するアミールたちはドゥアの子の一人ケベクを擁して反乱を起こした。タリクと彼の党派はケベクを支持する将校によって宴席の場で殺害され、ケベクたちはチャガタイ家の混乱に乗じて挙兵したチャパルを破り、中国に放逐した。1309年夏にクリルタイが開催され、アフガニスタンに駐屯していたケベクの兄エセン・ブカをハンに推戴する事が決議された。即位したエセン・ブカはケベクに文化・経済の中心地であるフェルガナ地方とマー・ワラー・アンナフルの統治を委ね、有力な部族集団を家臣として与えた。エセン・ブカの時代のオルドの夏営地はタラス河畔に移り、チャガタイ・ウルスの当主の季節移動の範囲がアルマリクが存在したイリ河畔から西に移動したと考えられている。
エセン・ブカの治世にチャガタイ・ハン国と元朝、イルハン朝の戦争が再び勃発する（エセンブカ・アユルバルワダ戦争）。元朝、イルハン朝の動向に疑いを抱いたエセン・ブカは元軍が駐屯するアルタイ山脈方面に3度にわたって軍隊を派遣し、元の将軍トガチはチャガタイ・ハン国の領土に侵攻した。しかし、同時期にチャガタイ・ハン国に亡命してきたコシラがトガチとエセン・ブカの仲立ちを行い、トガチは逆に元朝に侵攻した（トガチの乱）ため、この地方における脅威は去った。1313年の秋にはケベク、ヤサウル、ジンクシ、シャーら有力な王族が率いる40,000-60,000の遠征軍がアム川を越えて、イランのイルハン朝の領土に侵入した。遠征軍はホラーサーン地方に進んだものの元の攻撃に備えて帰還せざるを得なくなり、また進軍中にイルハン朝に亡命しようとするヤサウルの計画が発覚した。1316年/17年にヤサウルは配下のアミールたちを従えてサマルカンド、キシュ（シャフリサブス）、ナフシャブなどで略奪を行いながらイルハン朝に亡命するが、ヤサウルの亡命はチャガタイ・ハン国の王権を強化する上で妨げとなる勢力が一掃される結果をもたらした。ヤサウルの専横に悩まされたイルハン朝はチャガタイ・ハン国に援助を求め、1320年にヤサウルはケベクが率いるチャガタイ家の軍隊とイルハン朝の軍隊の挟撃を受けて打倒される。元朝、イルハン朝との軍事衝突があったもののモンゴル国家間の関係は概ね良好で、使節の派遣が盛んに行われた。
エセン・ブカの死後に君主となったケベクは元朝、イルハン朝との関係の改善を図り、国内の整備に力を入れた。ケベクはカシュカ川流域のナフシャブの町に宮殿を建て、ケベクが建てた宮殿はウイグルの言語で「宮殿」を意味するカルシの名前で呼ばれていた。ケベクによってウルスはイランの制度に倣って行政・租税単位に区画されたと考えられており、イスラーム世界の貨幣制度に従ったディナール銀貨とディルハム銀貨が鋳造されたことも知られている。これらの銀貨は「ケベキー」と呼ばれ、品質の高さのために中央アジアの基準貨幣として長期間使われ続けられた。ケベクが実施した貨幣制度の改革の背景にはムスリム官僚や在地の有力者の協力が存在していたと考えられており、遊牧国家と定住社会の間には緊密な関係があったことが推測されている。
非イスラム教徒であるケベクはイスラム世界の知識人から「公正な人物」として賞賛され、ケベクの兄弟のタルマシリンは敬虔なイスラム教徒として知られている。フランスの歴史学者ルネ・グルッセはケベクの兄弟であるイルジギデイとドレ・テムルの短期間の治世の後にタルマシリンが即位したと述べているが、ロシアの歴史学者ワシーリィ・バルトリドは中国の史料の記述を根拠にタルマシリンと同時期にウルス東部を統治していたドレ・テムルがウルス全体の支配者と見なされていたと考えている。ウルス東部のモンゴル人はタルマシリンの政策がヤサに背いたことを理由として反乱を起こし、タルマシリンは反乱軍の攻撃によって殺害される。14世紀の旅行家イブン・バットゥータはブハラ近郊でタルマシリンと面会し、彼の著した旅行記は当時のウルスの内情を知る重要な史料の一つになっている。
1338年から1339年にかけてイリ渓谷一帯で疫病が流行し、疫病の流行と同時期に発生したクーデターによってイェスン・テムルが廃位されたと言われている。

### 東西分裂後
14世紀前半のチャガタイ・ハン国では王族のテュルク化、イスラーム化、定住化が徐々に進行していき、1340年代にチャガタイ・ハン国は東西に分裂する。ハン国西部のマー・ワラー・アンナフル方面のモンゴル人は都市生活・イスラム社会に深く関わるようになっていたが、ハン国東部のセミレチエ地方のモンゴル人は遊牧生活・伝統的な習慣を保持し、双方の社会的・文化的差異は大きくなっていた。正統の後継者を自負する西チャガタイ・ハン国の人間は「チャガタイ」と名乗り、東チャガタイ・ハン国の人間を盗賊を意味する「ジェテ」と呼んで蔑んだ。一方、東チャガタイ・ハン国の人間はペルシア語で「モンゴル」を意味する「モグール」を自称して遊牧民の純粋な伝統を守る者としての誇りを持ち、定住社会に馴染んでいく西チャガタイ・ハン国の人間を「カラウナス（混血児）」と呼んだ。
テュルク・イスラーム化が進んだチャガタイ・ウルス西部のモンゴル族は「チャガタイ族」と呼ばれるようになる。ケベクの治世からウルス西部のマー・ワラー・アンナフルではアミールの土地所有が進展し、中央集権化を図るハンと地方支配を固めようとする封建的アミールの対立が徐々に表れるようになったと考えられている。1340年代にウルスの当主となったカザンは非ドゥア一門出身の王族であり、1346年にカルシ郊外でカラウナス集団を率いる有力者カザガンとの戦闘に敗れて落命する。カザガンはオゴデイ裔のダーニシュマンド（ダーニシュマンドチャ）をハンとするが、彼を殺害してドゥア家のバヤン・クリを傀儡のハンに擁立する。ウルス西部地域では遊牧民族の伝統が徐々に失われ、1346年以降はカザガンが傀儡のハンを擁立して実権を握っていた。ロシアの東洋学者ワシーリィ・バルトリドは西部地域のカザガン以降の時代を「アミール国の時代」と呼び、ハーンの権力の弱体化と遊牧勢力の台頭を指摘した。1357年/58年にカザガンは暗殺され、息子のアブドゥッラーフが跡を継ぐ。アブドゥッラーフはバヤン・クリを殺害してティムール・シャーを代わりのハンに立てたが、権限を超えた行為によってアミールの支持を失い、スルドゥズ部族のバヤンとバルラス部族のハージーによって地位を追われた。1360年代のウルス西部ではチャガタイ・アミールと呼ばれる地方勢力が割拠し、それぞれの本拠地を通る河川の流域を勢力圏としていた。
天山山脈西部からイリ川流域にかけての地域では1340年代後半にドゥア家のトゥグルク・ティムールがハンに擁立され、チャガタイ・ウルスから独立したモグーリスタン・ハン国が成立した。トゥグルク・ティムールは1360年と1361年の2度にわたってカザガンが暗殺された後のマー・ワラー・アンナフルに侵入し、一時的にチャガタイ・ハン国の再統一に成功する。1360年のマー・ワラー・アンナフル遠征の際、トゥグルク・ティムールはバルラス部族のティムールの帰順を受け入れ、翌1361年にティムールにバルラス部族の指揮を委ねた。1361年の遠征の後、トゥグルク・ティムールは有力なチャガタイ・アミールを処刑し、危機感を抱いたティムールはカザガンの孫アミール・フサインと同盟し、モグーリスタンと決別する。1364年にティムールとフサインの連合軍はトゥグルク・ティムールの跡を継いだイリヤス・ホージャの軍隊をシル川以北の地域に追放し、チャガタイ家のカブール・シャーを君主に擁立して実権を握った。
フサインと決別したティムールは彼が立て篭もるバルフを陥落させ、フサインとともに彼が傀儡のハンに擁立したアーディル・スルターンが処刑される。1370年にティムール朝を創始したティムールはダーニシュマンドの子である配下の将軍ソユルガトミシュを傀儡のハンに擁立し、形式上はティムールや王子の命令はハンの名前によって発布されていた。1388年にソユルガトミシュは病没し、ティムールは彼の子であるスルターン・マフムードをハンに擁立するが、1402年にマフムードが没した後にティムールは新たなハンを立てなかった。ティムール死後の内乱で王位を要求したハリール・スルタンはティムールの曾孫でチンギス・カンの血を引くムハンマド・ジャハーンギールを傀儡のハンとして、彼の名前で勅令を発布し、ティムールの後継者としての地位を主張した。シャー・ルフの治世にサマルカンドを統治した王子ウルグ・ベクは再びチンギス家の人間を傀儡のハンに据えた。ウルグ・ベク時代のハンは「ハンの囲い」と呼ばれる一室に軟禁され、モグーリスタン王家のサトク・ハンのほかは名前も知られていない。
一方モグーリスタン・ハン国では1368年/69年頃にドゥグラト部族のカマルッディーンがイリヤース・ホージャを殺害し、ハン位を簒奪する。ティムールの攻撃によってカマルッディーンは追放され、イリヤス・ホージャの兄弟ヒズル・ホージャがハンとなった。モグーリスタンはティムール朝やオイラトの攻撃に晒され、ハンたちはティムール朝の君主と婚姻関係を結んで友好関係の強化を図った。
15世紀後半に新興勢力のウズベク、カザフが中央アジアで勢力を広げると、モグーリスタン・ハン国は本拠地を天山山脈南部のオアシス地帯に移し、
東方への進出を図った。16世紀初頭の東トルキスタンはモグーリスタン王家のマンスールとスルターン・サイードによって二分され、カシュガル、ヤルカンドを中心とするタリム盆地西部のオアシス地帯を支配したスルターン・サイードの王朝は「ヤルカンド・ハン国」「カシュガル・ハン国」と呼ばれている。16世紀のヤルカンド・ハン国ではナクシュバンディー教団のホージャ（宗教指導者）の影響力が強まり、その一人であるホージャ・ムハンマド・ヤフヤーはハンの継承問題にも介入した。1680年にカシュガル、ヤルカンドはジュンガルによって占領され、ジュンガルのガルダン・ハーンはイスマーイール・ハンを廃位し、傍系のアブドゥッラシードを傀儡のハンに擁立した。アブドゥッラシードの後に彼の兄弟がハンに擁立されたが、ハンはナクシュバンディー教団のアーファーキーヤ（白山党）によって殺害され、モグーリスタン・ハン家は滅亡した。

## 宗教
チャガタイは領民に伝統的なモンゴルの法律（ヤサ）の遵守を徹底していたため、イスラム法と背反するヤサの適用に領内のイスラム教徒は不満を抱いていたと言われている。オゴデイはイスラム教徒が受ける苦痛を極力和らげるように努め、チャガタイは早期にイスラム教徒のハバシュ・アーミドを宰相として重用していたため、彼がイスラム教徒に強い敵意を抱いていたという観点には疑問が持たれている。ヤサの遵守を迫るモンゴル人支配者に対して、イスラム教徒は支配者の改宗という方法で状況を改善しようと試みた。イェス・モンケの宰相バハーアッディーン・マルギーナーニーはイスラム教徒を保護し、彼の邸宅が文人のサロンになっていたと言われているイェス・モンケの死後にウルスの統治者となったオルガナは熱心な仏教徒であったが、イスラム教を保護したと伝えられている。
チャガタイ王家の改宗には長い時間を要し、1266年にイスラム教徒のムバーラク・シャーが即位するが、同年にバラクによって廃位される。1270年/71年にバラクはイスラム教に改宗したと言われ、1326年に即位したタルマシリンはドゥア一門の中で最初に改宗した君主とされている。モンゴル人の支配下で中央アジアのウラマー（イスラームの知識人）は権威を喪失し、代わってスーフィー（神秘主義者）が定住民と支配者の仲介者の役割を担うようになった。チャガタイ家の王族の改宗にはスーフィズムの思想が関与し、スーフィーが王族の改宗に大きな役割を果たした伝承が残されている。中央アジアで活動するスーフィー教団のナクシュバンディー教団の指導者であるバハーアッディーン・ナクシュバンド（1318年 - 1389年）は、前半生をチャガタイ・ハン国の混乱期で過ごしたと考えられている。
1330年代にタルマシリンに対して反乱を起こしたウルス東部では、タルマシリンのイスラム教信仰への反動のため、ネストリウス派、フランシスコ会などの
キリスト教の活動が盛んになった。1338年に教皇ベネディクトゥス12世はリシャール・ド・ブルゴーニュをアルマリク司教に任命するが、1339年/40年にイリ地方のイスラム教徒の暴動によってリシャールらフランシスコ会士は殺害される。やがてアルマリクのキリスト教勢力は衰退し、古くからイリ地方に居住していたネストリウス派の信者はティムールによって弾圧される。

## 歴代君主

### チャガタイ・ウルス
| 当主代数 | ハン代数 | 君主名                       | 統治年代                             | 備考                                               |
| -------- | -------- | ---------------------------- | ------------------------------------ | -------------------------------------------------- |
| 1        | -        | チャガタイ                   | 1225年頃 - 1242年                    | -                                                  |
| 2        | 1        | カラ・フレグ                 | 1242年 - 1246年                      | チャガタイの孫。モエトゥケンの子                   |
| 3        | 2        | イェス・モンケ               | 1246年 - 1251年                      | チャガタイの子                                     |
| 4        | -        | カラ・フレグ                 | 1251年                               | 復位                                               |
| 5        | -        | オルガナ                     | 1252年 - 1260年                      | 監国。2,4代目君主カラ・フレグ、7代目君主アルグの妃 |
| 6        | -        | アビシュカ                   | 1260年                               | モエトゥケンの孫。ブリの子。                       |
| 7        | 3        | アルグ                       | 1260年 - 1265年/66年                 | チャガタイの孫。バイダルの子。                     |
| 8        | 4        | ムバーラク・シャー           | 1266年                               | カラ・フレグとオルガナの子。                       |
| 9        | 5        | バラク                       | 1266年 - 1271年                      | モエトゥケンの孫。イェスン・ドゥアの子。           |
| 10       | -        | ニクベイ                     | 1271年 - ?                           | チャガタイの孫。サルバンの子。                     |
| 11       | 6        | ブカ・テムル（トカ・テムル） | ? - 1274年?                          | ブリの孫。カダキ・セチェンの子。                   |
| 12       | 7        | ドゥア                       | 1274年or1282年/83年 - 1307年         | バラクの子。                                       |
| 13       | 8        | ゴンチェク（クンチェク）     | 1307年 - 1308年                      | ドゥアの子。                                       |
| 14       | 9        | ナリク（タリク）             | 1308年 - 1308/09年                   | ブリの孫。カダキ・セチェンの子。                   |
| 15       | 10       | ケベク（ケペク、キョペク）   | 1308年/09年 - 1309年                 | ドゥアの子。                                       |
| 16       | 11       | エセン・ブカ                 | 1309年 - 1318年?                     | ドゥアの子。                                       |
| 17       | 12       | ケベク                       | 1318年 - 1326年                      | 復位                                               |
| 18       | 13       | イルジギデイ                 | 1326年 - 1326年 or 1327年? - 1330年? | ドゥアの子。                                       |
| 19       | 14       | ドレ・テムル                 | 1326年 - 1326年 or 1331年? - ?       | ドゥアの子。                                       |
| 20       | 15       | タルマシリン                 | 1326年or1331年 - 1334年              | ドゥアの子。                                       |
| 21       | 16       | ブザン                       | 1334年                               | ドレ・テムルの子。                                 |
| 22       | 17       | ジンクシ（チェンシ）         | 1334年?or1335年 - 1338年             | ドゥアの孫。エブゲンの子。                         |
| 23       | 18       | イェスン・テムル             | 1338年 - 1339年or1340年              | ドゥアの孫。エブゲンの子。                         |
| 24       | 19       | アリー・スルターン           | 1339年/40年                          | オゴデイの5世孫。カダンの4世孫。                   |
| 25       | -        | ムハンマド                   | ? - 1341年6月 - ?                    | ゴンチェクの孫。                                   |
| 26       | 20       | カザン（カーザーン）         | 1341年/42年or1343年? - 1346年/47年   | ブカ・テムルの曾孫。                               |

### 西チャガタイ・ハン国
| 代数 | 君主名                                   | 統治年代              | 備考                             |
| ---- | ---------------------------------------- | --------------------- | -------------------------------- |
| 1    | ダーニシュマンド（ダーニシュマンドチャ） | 1346年/47年           | オゴデイの子メリクの曾孫。       |
| 2    | バヤン・クリ（ブヤン・クリ）             | 1346年/47年 - 1358年? | ドゥアの孫。ソルガトの子。       |
| 3    | ティムール・シャー                       | 1358年                | イェスン・テムルの子。           |
| -    | -                                        | 1360–1363年           | トゥグルク・ティムールによる占領 |
| 4    | カブール・シャー                         | 1364年 - 1366年       | イルジギデイの孫。               |
| 5    | アーディル・スルターン                   | 1366年 - 1370年       | 25代目のムハンマドの子。         |
| 6    | ソユルガトミシュ                         | 1370年 - 1388年       | ダーニシュマンドの子。           |
| 7    | スルターン・マフムード                   | 1388年 - 1403年       | ソユルガトミシュの子。           |

| 色 | 家系                         |
| -- | ---------------------------- |
|    | ドゥアの子孫                 |
|    | チャガタイの弟オゴデイの子孫 |

### 東チャガタイ・ハン国（モグーリスタン・ハン家）
- トゥグルク・ティムール（在位：1347年/48年 - 1362年/63年）
  - モグーリスタン・ハン国#歴代君主へ